# Kanton Migennes
Kanton Migennes is een kanton van het Franse departement Yonne. Het kanton maakt deel uit van het arrondissement Auxerre. Het heeft een oppervlakte van 137.2 km² en telt 16.405 inwoners in 2018, dat is een dichtheid van 120 inwoners per km².

## Gemeenten
Het kanton Migennes omvatte tot 2014 de volgende 8 gemeenten:
- Bassou
- Bonnard
- Brion
- Charmoy
- Chichery
- Épineau-les-Voves
- Laroche-Saint-Cydroine
- Migennes (hoofdplaats)

Door de herindeling van de kantons bij decreet van 13 februari 2014, met uitwerking op 22 maart 2015, werden volgende twee gemeenten aan het kanton toegevoegd:
- Bussy-en-Othe
- Cheny